# ماریکا مودوا
ماریکا مودوا (بلغاری: Марийка Модева؛ ۴ آوریل ۱۹۵۴ – ) قایقران روئینگ اهل بلغارستان بود.
وی در مسابقات کشوری و بین‌المللی در مجموع برندهٔ ۳ مدال نقره شده‌است.